# Lesbiennes, gays et bisexuels du Botswana
Les lesbiennes, gays et bisexuels du Botswana (LEGABIBO) est un groupe de défense des droits humains du Botswana dont l'objectif principal est de défendre les droits juridiques et sociaux pour la communauté LGBT au Botswana. C'est la première organisation axée sur les LGBT à être enregistrée au Botswana après des années d'opposition officielle. L'organisation vise à réduire la discrimination à l'égard des personnes LGBT et plaide pour la reconnaissance des couples de même sexe à des fins d'adoption, d'accès aux prestations sociales et au mariage homosexuel.

## Histoire
LEGABIBO se lance en 1998 sous les auspices de Ditshwanelo, une ONG de défense des droits humains, pour être un projet parallèle qui représente une communauté informelle de lesbiennes et de gays au Botswana. Obtenir la reconnaissance officielle et la protection juridique des relations homosexuelles dans le Botswana conservateur est un objectif de ce groupe, alors informel. Cependant, l'enregistrement de l'organisation s’avère être un défi car les responsables gouvernementaux Botswanais estiment que la pratique des relations homosexuelles viole l'article 164 du code pénal et d'autres que l'enregistrement d'une organisation de défense des droits des homosexuels créerait des troubles dans la société.
Dans les premières étapes de son existence, l'organisation ne réussit pas à attirer suffisamment de ressources pour soutenir ses activités jusqu'à ce que BONELA (Botswana Network of Ethics, Law and HIV, réseau botswanais d'éthique, de droit et de VIH) décide d'apporter son soutien. BONELA soutient l'organisation dans ses luttes juridiques et fournit des locaux pour coordonner les activités et organiser des ateliers pour discuter des problèmes affectant la communauté LGBT au Botswana. En 2005, LEGABIBO dépose une demande d'enregistrement, sa première tentative pour forcer le gouvernement à prendre une décision sur sa position et son interprétation de la loi concernant l'enregistrement des ONG LGBT. Après deux ans, la demande est refusée.
En 2012, l'organisation dépose une nouvelle demande d'enregistrement auprès du département de l'enregistrement civil et national du Botswana, mais se voit refuser l'enregistrement au motif que la constitution ne reconnaît pas les unions homosexuelles et que les objectifs du groupe contreviennent à l'article 7(2) de la loi sur les sociétés.
Le refus est contesté par LEGABIBO, représenté par l'ancienne juge de la Haute Cour Unity Dow avec le soutien de BONELA, du Southern Africa Litigation Center (SALC) et de l'Open Society Initiative of Southern Africa (OSISA). Le groupe obtient un jugement favorable de la Haute Cour en novembre 2014 et de la Cour d'appel en mars 2016.

## Événements

### Batho Ba Lorato
LEGABIBO accueille Batho Ba Lorato, un festival de films queer pour sensibiliser aux questions LGBT et promouvoir la liberté d'expression et la tolérance. Le troisième festival se tient du 28 au 28 février 2015 à l'auditorium de l'Université du Botswana.

### Journée internationale contre l'homophobie et la transphobie
L'organisation avec BONELA célèbre la Journée internationale contre l'homophobie et la transphobie et profite de l'occasion pour sensibiliser aux préoccupations relatives aux droits humains. En 2015, l'événement est utilisé pour faire campagne contre la mutilation des bébés intersexes.